# Antanas Švitra
Antanas Švitra (*  9. August 1936  in Dainaviškiai, Rajongemeinde Lazdijai) ist ein litauischer Politiker.

## Leben
Nach dem Abitur 1954 in Veisiejai bei Lazdijai  absolvierte Antanas Švitra von 1954 bis 1960 das Diplomstudium der Medizin an der Vilniaus universitetas. Von 1960 bis 1996 arbeitete er als Arzt im Krankenhaus der Rajongemeinde Kretinga. Von 1995 bis 1996 war er Mitglied im Rat Kretinga und von 1996 bis 2000 Mitglied im Seimas.
Antanas Švitra war Mitglied der Lietuvos politinių kalinių ir tremtinių sąjunga.
Antanas Švitra ist verheiratet. Mit Frau Stasė hat er  die Tochter Rita und den Sohn Valdas.